# Galesus
Der Galesus ist ein karstiger Fluss in Apulien mit einem kurzen Lauf, der im Territorium von Tarent in einem kleinen See entspringt. Er mündet im Mar Piccolo in einer Tiefe von 13 m. Der Fluss ist 900 m lang, zirka 50 cm tief und erreicht eine Breite von 12–14 m. Seine Wassermenge beträgt 4000 l/s. Am Galesus lag die mittelalterliche Zisterzienserabtei Santa Maria del Galeso.

## Zitat
„Doch will dies Glück die Parze mir beneiden,

So zieh ich nach Galäsus Uferrand,

An dem die edlen Seidenlämmer weiden

Und nach der Flur, die einst beherrscht Phalant.

Ja, jene sel'gen Hügel, jene Auen,

Sie rufen mich und dich. Dort mag dereinst

Die letzte Träne liebend niedertauen,

Die du des Dichterfreundes Asche weinst.“